# Combe St Nicholas
Combe St Nicholas is een civil parish in het bestuurlijke gebied South Somerset, in het Engelse graafschap Somerset met 1373 inwoners.